# Tilment

Tilment (italijansko: Tagliamento, Tiliment v standardni furlanščini, Tilimint v zahodni Furlaniji, Tuliment, Taiament, Tiument, Timent in Tuement v drugih lokalnih različicah furlanščine, Tagiamento ali Tajamento v Benečiji, staronemško ime Dülmende) je velika reka v severovzhodni Italiji, ki teče s Karnijskih Alp čez Furlansko nižino in se izliva v Jadransko morje. 
Tilment velja za zadnjo morfološko nedotaknjeno reko v Alpah (tj. njen tok ni bil spremenjen s človekovimi posegi). Zaradi tega je bila predmet številnih znanstvenih raziskav o njenih posebnostih na 150 km dolgem koridorju, ki povezuje Alpe in Jadransko morje, na neomejeni poplavni ravnici, ki gosti več vodnih in kopenskih habitatov ter na več kot 600 njenih otokih.

## Potek
Tilment izvira na nadmorski višini 1195 metrov v Lorenzago di Cadore v pokrajini Belluno, severozahodno od Forni di Sopra, blizu prelaza Mauria. Sprva je tok reke v smeri od zahoda proti vzhodu, vzporedno z območjem Karnijskih Alp. Prvi večji pritok je Lumiei, ki vstopa v Tilment z leve strani na razdalji 26 kilometrov od izvira.
Reka teče skozi Pinzano in zatem v smeri proti jugu, medtem pa se razširi po ravnini in doseže širino 3 kilometre v bližini Spilimberga, kjer se razdeli na več krakov. Njena prodnata struga je zelo prepustna in absorbira skoraj vse svoje vode, vendar reka obnovi večino toka dolvodno od Codroipa in Casarse, zahvaljujoč obilnim podtalnim tokovom. Od tu naprej se struga izrazito zoži na 180 metrov in zaradi zmanjšanega naklona začne vijugati. Preden konča svoj tok, reka prejme vode majhne podzemne reke Varmo. Končno se reka izliva v Jadransko morje pri Maranski laguni, med naseljema Lignano Sabbiadoro in Bibione.

## Ekološki pomen
Tilment v spodnjem toku nižine pogosto usahne in tvori enega največjih hudournikov v Evropi, ki ima značaj pletene reke. Še vedno je v veliki meri neurejen daleč v ravnino - do približno Latisane - dinamični procesi reke še vedno potekajo v velikem obsegu in nemoteno ter določajo topografijo. Obsežne prodnate površine, zaraščeni majhni otoki in aluvialni gozdovi tvorijo velik povezan ekosistem s približno 150 km², ki je edinstven v Evropi. Srednji tok, zadnja velika divja reka v Srednji Evropi, je dom nadpovprečnega števila živalskih in rastlinskih vrst v evropski primerjavi, samo med ribami je 32 vrst (samo v srednjem toku), skoraj dvakrat toliko vrst kot v primerljivih evropskih vodah. Najkasneje od 1990-ih se potek Tilmenta zato intenzivno znanstveno preučuje kot referenčni ekosistem.
Nekateri odseki rečnega toka so zaščiteni kot območja evropskega omrežja Nature 2000, po Direktivi EU o pticah in habitatih (FFH): izvir in deli zgornjega toka so na območju FFH in Naravnega parka Furlanski Dolomiti, na vstopu v ravnino pri Huminu (Gemoni del Friuli), Tilment teče skozi območja Valle del Medio Tagliamento FFH in malo nižje, Greto del Tagliamento blizu Spilimberga, prečka majhno zaščiteno območje Bosco di Golena del Torreano pri Villanova della Cartera v spodnjem toku in se izliva v območje Laguna FFH di Caorle - Foce del Tagliamento. Od leta 2012 do 2019 sta bili območji Valle del Medio Tagliamento in Greto del Tagliamento del okoljskega projekta za ohranjanje in obnovo suhega travnika, ki ga financira EU.
Območje v bližini Spilimberga je bilo ogroženo z gradnjo v letu 2000. V okviru zaščite pred poplavami je regionalna vlada načrtovala tri zadrževalne bazene v velikosti do 8,5 km² znotraj poplavnega koridorja kot trde strukture, ki naj bi imele številne negativne učinke na ekosistem in nivo podzemne vode. Do projekta, ki je temeljil na starih načrtih, na primer WWF, nevladne organizacije Mednarodna komisija za varstvo Alp (CIPRA) in raziskav, je obstajal regionalni in mednarodni odpor. Reinhold Messner je zastopal Zelene kot evropski poslanec z zahtevo Evropski komisiji. Proti projektu so bile tudi lokalne skupnosti, ki so se bale negativnih učinkov na naravo, zaradi  povečanja turizma.
Načrtovana izgradnja ogromnega kamnolom gramoza v Cimanu, nekaj kilometrov gorvodno od Spilimberga,  je bila zaradi protestov javnosti in pomislekov pristojnega regionalnega organa za hidravlično inženirstvo Avtorità di Bacino  preprečena in je podjetje oz. predlagatelj svoj projekt umaknil.

## Tilment v literaturi
Italijanski filmski režiser, pesnik in publicist Pier Paolo Pasolini je leta med drugo svetovno vojno preživel v Casarsi della Delizia, nedaleč od Tilmenta. V tem času je napisal svoja prva romana Amado Mio in Atti impuri, ki sta izšla šele posmrtno leta 1982. Veliki deli zapleta Amado Mio so postavljeni na bregovih reke Tilment, kjer se fantje iz okoliških vasi srečujejo, da bi plavali.